# آمور میداو استپ
منطقه اکولوژیکی استپی علفزار آمور (شناسه ووف: پی آ ۰۹۰۱) در دو بخش از دره میانی رودخانه آمور در خاور دور روسیه گسترده شده است. این منطقه دارای دشت‌های سیلابی مسطح بر روی خاک آبرفتی است. به دلیل بالا بودن سطح آب‌های زیرزمینی و سیلاب‌های مکرر، این منطقه نسبتاً عاری از جنگل باقی مانده است و امروزه با تالاب‌های وسیعی از باتلاق‌ها و علفزارها مشخص می‌شود. این منطقه در طول یخبندان پلیستوسن عاری از یخ باقی ماند و پناهگاهی برای بسیاری از گونه‌های گیاهی و جانوری ایجاد کرد. مساحت آن ۱۲۳٬۲۸۳ کیلومتر مربع (۴۷٬۶۰۰ مایل مربع) است.

## مکان و توضیحات
بخش شمالی حدود ۳۰۰ امتداد دارد کیلومتر در جهت شمال غربی به جنوب شرقی در سمت روسی رودخانه آمور که به سمت جنوب جریان دارد. تقریباً در مرکز شهر بلاگووشچنسک در استان آمور روسیه قرار دارد. این بخش عمدتاً توسط زمین‌های مرتفع در منطقه اکولوژیکی جنگل‌های مختلط منچوری احاطه شده است. با ۱۵۰ کیلومتر از هم جدا شده است کیلومتر، بخش جنوبی حدود ۱۰۰ کیلومتر طولانی‌تر است و رودخانه آمور را در حالی که به سمت شمال شرقی بین استان هیلونگ‌جیانگ در چین و سرزمین خاباروفسک در روسیه می‌پیچد، در بر می‌گیرد. بیشتر این بخش در چین است. در شمال و شرق این بخش، منطقه اکولوژیکی جنگل‌های پهن‌برگ و مختلط اوسوری و در جنوب آن، منطقه اکولوژیکی مراتع و مراتع جنگلی سویفون-خانکا قرار دارد. رودخانه آمور در درازمدت پیچ و خم خورده و تغییر مکان داده است و خاک‌های مسطح و آبرفتی را به جا گذاشته است که از حیات وحش غنی و همچنین کشاورزی رقابتی پشتیبانی می‌کنند.

## آب و هوا
این منطقه دارای آب و هوای قاره‌ای مرطوب - زیرگروه تابستان‌های خنک (طبقه‌بندی کوپن دی وی بی) است. این آب و هوا با تغییرات زیاد دما، چه روزانه و چه فصلی، مشخص می‌شود؛ با زمستان‌های طولانی و سرد و تابستان‌های کوتاه و خنک که میانگین آن از ۲۲ درجه سلسیوس (۷۲ درجه فارنهایت) تجاوز نمی‌کند. میانگین بارندگی حدود ۶۰۴ میلی‌متر در سال است. میانگین دما در مرکز منطقه اکولوژیکی −۲۴٫۹ درجه سلسیوس (−۱۲٫۸ درجه فارنهایت) در ژانویه، و ۲۰٫۳ درجه سلسیوس (۶۸٫۵ درجه فارنهایت) در ماه جولای ثبت شده است. این شرایط اقلیمی، تأثیر مستقیمی بر نوع پوشش گیاهی، چرخه رشد گیاهان و الگوهای مهاجرت جانوران دارد.

## گیاهان و جانوران
در مراتع مرطوب در پایین‌ترین سطوح و تراس‌ها، گیاهان غالب نی (علف نی) هستند. این گونه‌ها معمولاً در خاک‌های اشباع از آب رشد می‌کنند و نقش مهمی در حفظ رطوبت خاک، جلوگیری از فرسایش و ایجاد زیستگاه برای پرندگان آبزی دارند. در کنار نی‌ها، گونه‌هایی مانند جگن، بارهنگ آبی و خیزران نیز مشاهده می‌شوند که ترکیب آن‌ها ساختار پیچیده‌ای از پوشش گیاهی تالابی را شکل می‌دهد. این نواحی مرطوب، از نظر بوم‌شناسی، یکی از غنی‌ترین بخش‌های آمور میداو استپ به‌شمار می‌روند. مراتع وسیع این منطقه اکولوژیکی از گونه‌های زیادی از چتریان (چترهای خانواده جعفری) که اغلب گیاهان بلند و گلدار هستند، از اسپیره (سرده)، درختچه‌های برگ‌ریز مقاوم از خانواده گل‌سرخیان، پشتیبانی می‌کنند.

## محافظت‌ها
دو منطقه حفاظت شده ملی قابل توجه در منطقه اکولوژیکی وجود دارد:
- منطقه حفاظت‌شده طبیعی کینگان، در بخش شمالی، و
- ذخیره‌گاه طبیعی بولشخختسیرسکی در بخش جنوبی.